# East Moline
East Moline är en stad i Rock Island County i delstaten Illinois, USA. 20.333 invånare (2000). Staden ingår i Quad Cities. Den har enligt United States Census Bureau en area på 23,3  km². 